# Albinovano Pedón
Albinovano Pedón  fue un poeta y militar romano del siglo I.

## Biografía
Albinovano fue contemporáneo de Ovidio, aunque quizá algo más joven. Se le identifica con Pedón, un praefectus equitum del ejército de Germánico en el año 15. Escribió una epopeya de las campañas de Germánico de la que ha sobrevivido un fragmento transmitido por Séneca el Mayor y un poema épico de tema mitológico titulado Tebaida según menciona Ovidio, a cuyo círculo poético perteneció y del que fue amigo. Algunos estudiosos modernos le dan la autoría de Consolatio ad Liviam de morte Drusi.